# Cradle Snatchers
Cradle Snatchers és una pel·lícula muda de comèdia estatunidenca del 1927 dirigida per Howard Hawks. La pel·lícula està basada en l'obra teatral homònima de Russell Medcraft i Norma Mitchell de 1925 que van protagonitzar Mary Boland, Edna May Oliver, Raymond Hackett, Gene Raymond i Humphrey Bogart. A la Biblioteca del Congrés dels Estats Units hi ha una còpia incompleta, falta part del rodet 3 i de tot el rodet 4.
La pel·lícula es va tornar a fer més tard com a Why Leave Home? (1929).

## Trama
Tres mestresses de casa de mitjana edat i infeliços donen una lliçó als seus marits adúlters iniciant relacions amb joves d'edat universitària durant l'edat del jazz.

## Repartiment
- Louise Fazenda com a Susan Martin
- Ethel Wales com Ethel Drake
- Dorothy Phillips com a Kitty Ladd
- J. Farrell MacDonald com a George Martin
- Franklin Pangborn com a Howard Drake
- William B. Davidson com a Roy Ladd
- Joseph Striker com a Joe Valley
- Nick Stuart com a Henry Winton
- Arthur Lake els Oscars
- Diane Ellis com Ann Hall (facturada Dione Ellis)
- Sammy Cohen com Ike Ginsberg
- Tyler Brooke com a osteòpata